# Tala (departement)
Tala is een departement in de Argentijnse provincie Entre Ríos. Het departement (Spaans: departamento) heeft een oppervlakte van 2.663 km² en telt 25.892 inwoners. Analfabetisme is 3,7% in 2001.

## Plaatsen in departement Tala
- Altamirano Sur
- Arroyo Clé
- Durazno
- Estación Sola
- Gobernador Echagüe
- Gobernador Mansilla
- Guardamonte
- La Ollita
- Las Guachas
- Maciá
- Rosario del Tala
- Sauce Sur